# Jean Dasté
Jean Dasté, all'anagrafe Jean Georges Gustave Dasté (Parigi, 18 agosto 1904 – Saint-Priest-en-Jarez, 15 ottobre 1994), è stato un attore e regista francese.

## Biografia
Principalmente noto per aver interpretato i due film di Jean Vigo L'Atalante e Zero in condotta e per aver preso parte a La grande illusione di Jean Renoir. Verso fine carriera ha lavorato assieme a Alain Resnais e François Truffaut (per il quale ha interpretato il dottor Bicard in L'uomo che amava le donne nel 1977).

## Filmografia parziale
- Boudu salvato dalle acque (Boudu sauvé des eaux), regia di Jean Renoir (1932)
- Zero in condotta (Zéro de conduite: Jeunes diables au collège), regia di Jean Vigo (1933)
- L'Atalante, regia di Jean Vigo (1934)
- Il delitto del signor Lange (Le Crime de Monsieur Lange), regia di Jean Renoir (1936)
- La vita è nostra (La Vie est à nous), regia di Jacques Becker (1936)
- La grande illusione (La Grande illusion), regia di Jean Renoir (1937)
- Muriel, il tempo di un ritorno (Muriel ou Le temps d'un retour), regia di Alain Resnais (1963)
- Allarme dal cielo (Le Ciel sur la tête), regia di Yves Ciampi (1965)
- La guerra è finita (La Guerre est finie), regia di Alain Resnais (1966)
- Z - L'orgia del potere (Z), regia di Costa-Gavras (1969)
- Il ragazzo selvaggio (L'Enfant sauvage), regia di François Truffaut (1970)
- Il cadavere del mio nemico (Le Corps de mon ennemi), regia di Henri Verneuil (1976)
- L'uomo che amava le donne (L'Homme qui amait les femmes), regia di François Truffaut (1977)
- Molière, regia di Ariane Mnouchkine (1978)
- La camera verde (La Chambre verte), regia di François Truffaut (1978)
- L'allegro marciapiede dei delitti (Rue du Pied de Grue), regia di Jean-Jacques Grand-Jouan (1979)
- Mio zio d'America (Mon oncle d'Amérique), regia di Alain Resnais (1980)
- Una settimana di vacanza (Une Semaine de vacances), regia di Bertrand Tavernier (1980)
- L'amour à mort, regia di Alain Resnais (1984)
- Noce blanche, regia di Jean-Claude Brisseau (1989)

## Doppiatori italiani
- Lauro Gazzolo in La grande illusione
- Aldo Barberito in L'uomo che amava le donne